# Église de Nurmijärvi
L’église de Nurmijärvi (finnois : Nurmijärven kirkko) est une église luthérienne située à Nurmijärvi en Finlande.

## Description

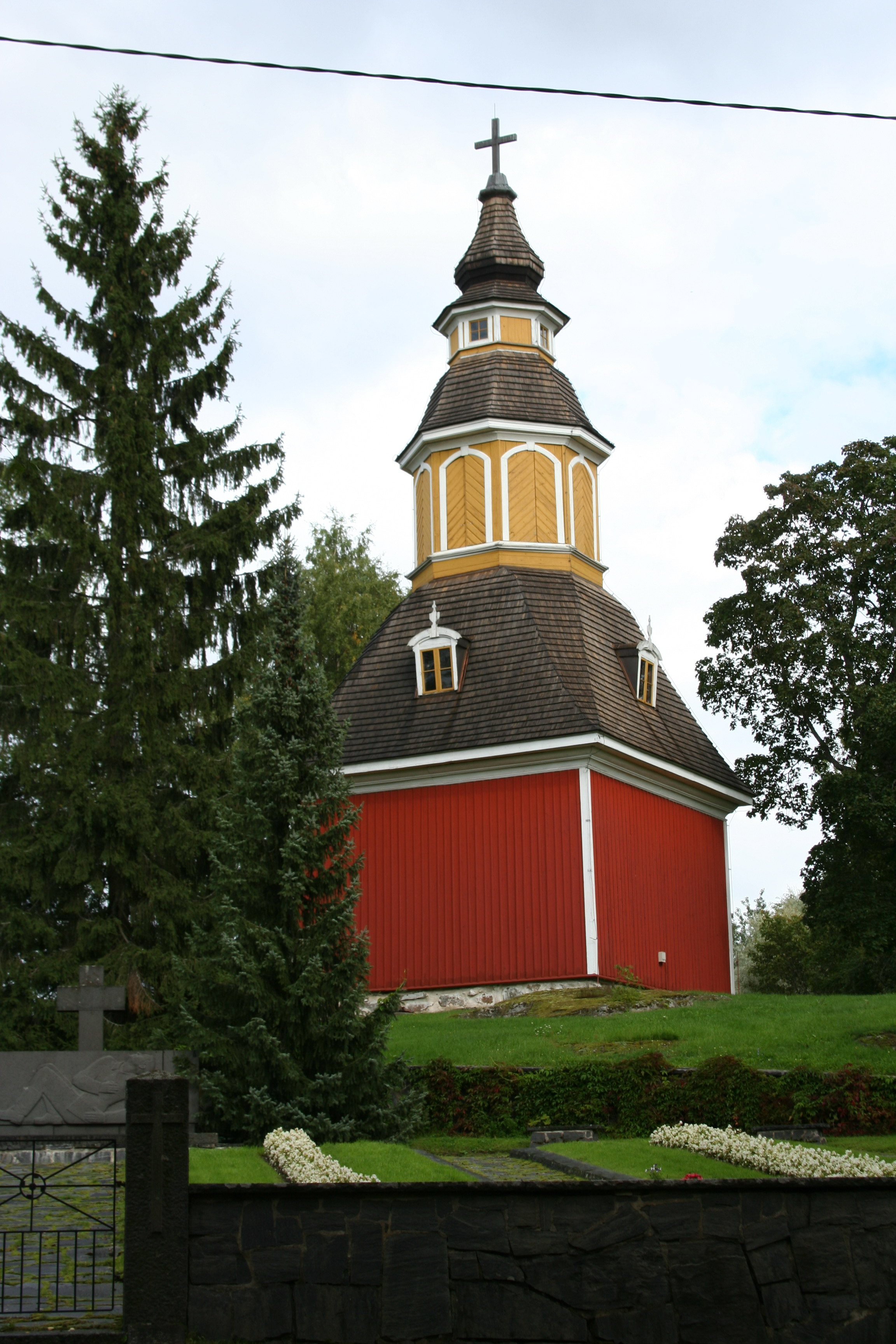
Le clocher conçu par Mats Åkergren.

L'église conçue par Matti Åkerblom est construite en 1793.
Le clocher est construit en 1795 suivant les plans de Mats Åkergren.